# Ski Lacroix
Pour les articles homonymes, voir Lacroix et Léo Lacroix (skieur).
Ski Lacroix est une entreprise française, spécialisée dans la production de skis, créée en 1967.
Elle est actuellement propriété de la société Idealp Distribution.

## Historique
En 1957, Daniel Lacroix fabrique ses premières paires de ski à Bois-d’Amont, dans le Jura. En 1966, Léo Lacroix remporte la médaille d'argent en descente et combiné à Portillo sur les skis que lui a fabriqués son cousin Daniel.
La société Ski Lacroix est fondée en 1967, en tant que fabricant de skis de course de la société Head, avec une production de 127 paires. En 1973, l’entreprise fait l’acquisition de l’usine Straver à Perrignier, qui a une production de 14 000 paires par an.
En 1979, Vittel entre au capital de Lacroix. Les « couturiers du ski » arrivent à une production annuelle de 20 000 paires. Dans les années 1980, les skis Lacroix sont réputés haut de gamme. Ils entament un partenariat en CAO avec l’Institut de productique de l’université de Savoie et avec la société Babolat. Ils participent, avec la collaboration de plusieurs laboratoires de la région Rhône-Alpes(INSA, HEF,Métravib RDS)
à des travaux sur l'amélioration de la glisse .
En 1992, Daniel et Léo Lacroix vendent les skis Lacroix au groupe Euroventure-Galmic. En 1996 l’entreprise qui a déposé son bilan est reprise par un de ses cadres, Bertrand Roy, et se spécialise sur le ski de luxe. Fin 2006, elle oriente sa stratégie vers ce segment du très haut de gamme. La même année, la société de capital-investissement Idealp investit 900 000 euros. En 2008, une boutique est ouverte à Courchevel.  

### Identité visuelle

Logo des Ski Lacroix de 1972 à 2018, créé par l'architecte bisontin Pierre Bourgeois[réf. nécessaire].